# Státní oblastní archiv v Hradci Králové
Státní oblastní archiv v Hradci Králové (SOA v Hradci Králové) je státní oblastní archiv spravující kraje Královéhradecký a Pardubický, který vznikl v roce 1960. Sídlil v Zámrsku, konkrétně v budově místního zámku. V šedesátých letech byla v zámeckém areálu vybudována první účelová hala pro ukládání archiválií, byla zřízena konzervátorská a restaurátorská dílna a bylo zahájeno mikrosnímkování matrik. Po roce 1990 proběhla rekonstrukce zámku, při níž byla např. zřízena badatelna, a celý areál byl zmodernizován. 
Od 1. ledna 2022 došlo ke změně sídla a názvu ze Státní oblastní archiv v Zámrsku na Státní oblastní archiv v Hradci Králové speciální novelou archivního zákona. Účelem přesídlení bylo především zlepšení dostupnosti pro zaměstnance, správní úřady i badatele. Nová adresa ředitelství je Balbínova 821/8, 500 03 Hradec Králové.

## Státní okresní archivy spadající pod Hradec Králové
- Státní okresní archiv Hradec Králové
- Státní okresní archiv Chrudim
- Státní okresní archiv Jičín
- Státní okresní archiv Náchod
- Státní okresní archiv Pardubice
- Státní okresní archiv Rychnov nad Kněžnou
- Státní okresní archiv Svitavy se sídlem v Litomyšli
- Státní okresní archiv Trutnov
- Státní okresní archiv Ústí nad Orlicí